# Shoeshine-Problem
Das Shoeshine-Problem bezeichnet die ungleichmäßige Vor- und Rückwärtsbewegung eines Datenspeicherbandes bei stockender Datenzufuhr.

## Zur Herleitung des Namens
In den USA bieten Schuhputzer an öffentlichen Plätzen ihre Dienste an. Die charakteristische Handbewegung ist das Hin-und-Her beim Glanzpolieren der Schuhe. Diese Poliertechnik (shoeshine) war Namensgeber für die Start-Vorwärts-Stopp-Rückwärts-Stopp-Vorwärtsbewegung, wenn ein Band zu langsam Daten vom Server erhält und deshalb öfter anhalten und neu positionieren muss.

## Ähnliches Phänomen
Nicht damit verwechselt werden sollte das abwechselnde Bewegen der beiden Rollen großer Magnetbandmaschinen mit Vakuumschächten, bei denen es durch den Stroboskopeffekt zu einem nur scheinbar gleichen Verhalten kommen kann. Das Ziehen des Bandes durch die zweite, zu Anfang leere Rolle ist bei diesen Laufwerken nicht möglich, da aufgrund steigenden Durchmessers der Bandlagen beim Aufwickeln die Transportgeschwindigkeit am Schreib-/Lesekopf anstiege, was zu geringerer Datendichte am Ende des Bandes führen würde. Außerdem wäre so die physische Belastung des Bandmaterials und die Gefahr des Reißen des Bandes sehr hoch. Um das Band auf der zweiten Rolle belastungsfrei ab- und aufzuspulen, wird das Magnetband durch Andruckrollen mit gleichmäßiger Geschwindigkeit am Schreib-/Lesekopf vorbeigeführt. Davor und dahinter befinden sich (meist senkrechte) Vakuumschächte mit jeweils zwei Lichtschranken. Die eingelegte volle Rolle läuft solange, bis das Band im ersten Vakuumschacht die untere Lichtschranke auslöst, die zweite Rolle wickelt auf, sobald die untere Lichtschranke im zweiten Schacht auslöst. Wird dort die obere Schranke erreicht, bleibt die zweite Rolle wieder stehen. Wird im ersten Schacht die obere Lichtschranke ausgelöst, weil das Band aus dem ersten Schacht fast komplett gelesen wurde, beginnt die erste Rolle wieder, Band abzuspulen.

## Problem des Streamings beim Bandspeicherbetrieb
Das Vor- und Zurücklaufen beansprucht Bänder und Bandmechanik. Das Ideal ist eine kontinuierliche Vorwärtsbewegung (so genanntes streaming). Deshalb werden manche Bandgeräte-Typen auch Streamer genannt. Streaming kann unterstützt werden, wenn ein sehr großer Pufferspeicher die Versorgungslücken überbrücken kann. Zusätzlich sollte die Bandbewegung jeweils sanft ausgebremst oder hochgefahren werden, ähnlich wie ein Pendel, das am Umkehrpunkt verlangsamt und beschleunigt.
Eine weitere Rolle spielt das Bandmaterial. Es sollte reißfest und elastisch sein, sich dabei nicht dauerhaft ausdehnen. Bei einem gedehnten Band sind die Daten-Bits nicht mehr am richtigen Ort, wenn das Band gelesen wird.